# Axl Rotten
Axl Rotten, echte naam Brian Knighton (Baltimore, 21 april 1971 – Linthicum, 4 februari 2016) was een Amerikaans professioneel worstelaar.
Axl Rotten overleed in 2016 op 44-jarige leeftijd.

## In worstelen
- Afwerking en kenmerkende bewegingen
  - SST – Severe Skull Trauma
  - This Is Gonna Hurt
  - Chokeslam
  - Sitout suplex slam
  - Death Valley driver
  - Inverted front powerslam
  - Exploder suplex
  - Spinning lifting DDT
  - Over the shoulder belly to back piledriver
  - Sitout double arm powerbomb

## Kampioenschappen en prestaties
- Eastern Wrestling Alliance
  - EWA Hardcore Championship (1 keer)

- Global Wrestling Federation
  - GWF Commomwealth Championship (1 keer)
  - GWF Tag Team Championship (1 keer met Ian Rotten)

- Independent Wrestling Association Mid-South
  - IWA Mid-South Heavyweight Championship (2 keer)
  - IWA Mid-South Tag Team Championship (2 keer met Ian Rotten)

- Mid-America Wrestling
  - MAW Heavyweight Championship (1 keer)

- Mid-Eastern Wrestling Federation
  - MEWF Heavyweight Championship (2 keer)
  - MEWF Tag Team Championship (1 keer met Corporal Punishment)

- National Wrestling Alliance
  - Regionaal
  - NWA Jersey Heavyweight Championship (1 keer)
  - NWA Light Heavyweight Championship (1 keer)

- National Wrestling League
  - NWL Hardcore Champion (1 keer)
  - NWL Tag Team Champion (1 keer met Morgus the Maniac)

- SCW
  - SCW Heavyweight Championship (1 keer)
  - SCW Tag Team Championship (1 keer)

- Universal Independent Wrestling
  - UIW Heavyweight Championship (1 keer)

- Andere titels
  - AAWA Heavyweight Championship (1 keer)